# Vogelwicken-Bläuling

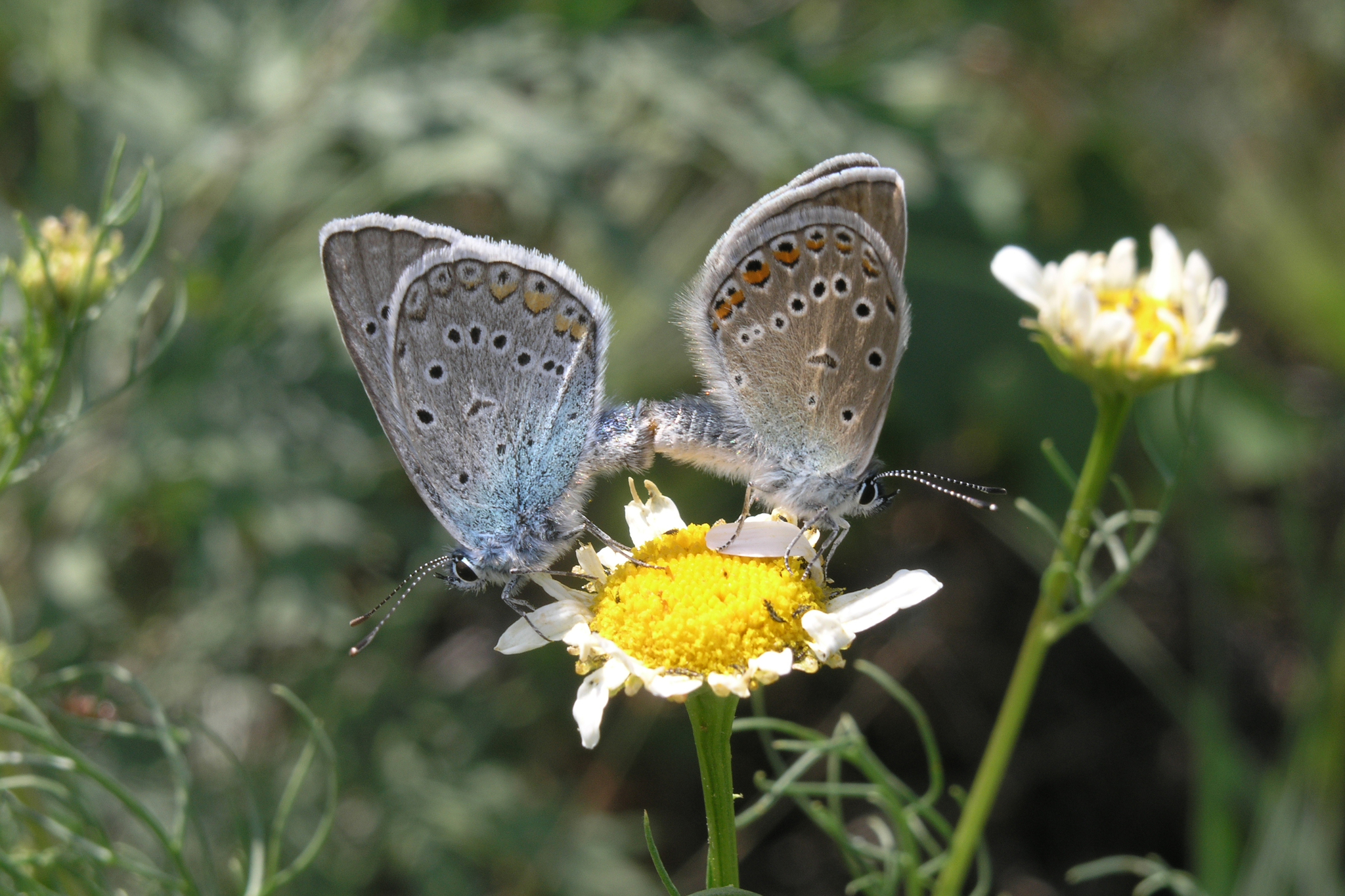
Vogelwicken-Bläuling (Polyommatus amandus), Paarung

Der Vogelwicken-Bläuling (Polyommatus amandus) ist ein Schmetterling (Tagfalter) aus der Familie der Bläulinge. Er wird auch als Prächtiger Bläuling bezeichnet.

## Merkmale
Der Vogelwicken-Bläuling gehört zu den größten einheimischen Bläulingen und zeichnet sich wie viele andere Bläulinge auch durch einen ausgeprägten Sexualdichroismus aus und zählt zu den myrmekophilen Arten. Dabei sind die Flügeloberseiten der Männchen metallisch blau gefärbt und breit schwarz gerandet. Der schwarze Flügelrand ist jedoch nicht scharf begrenzt. Die Flügelunterseite des Weibchens ähnelt der von Polyommatus icarus, die Konturen sind jedoch immer verschwommener als bei den ähnlichen Arten.

### Beschreibung

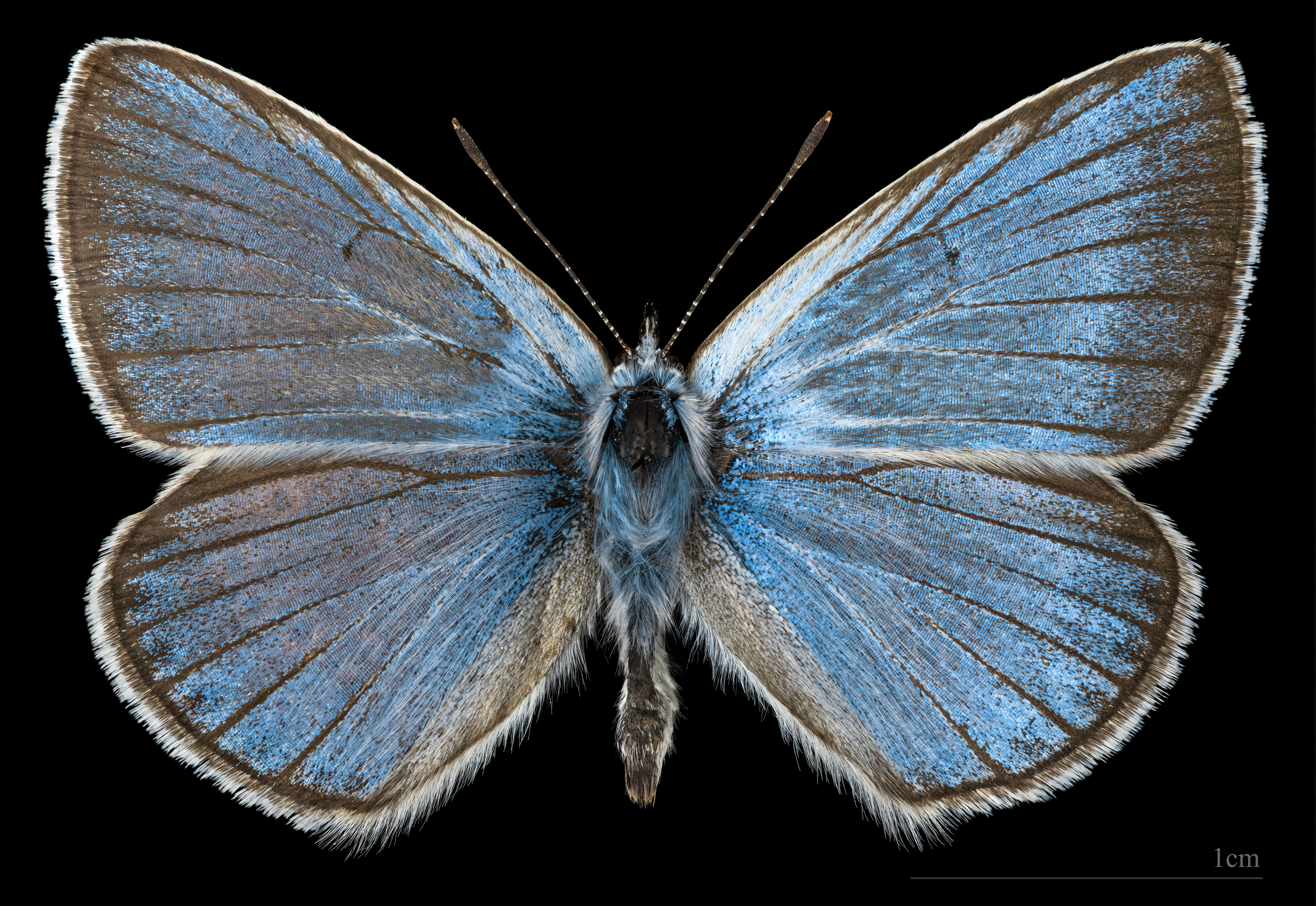
Polyommatus amandus ♂
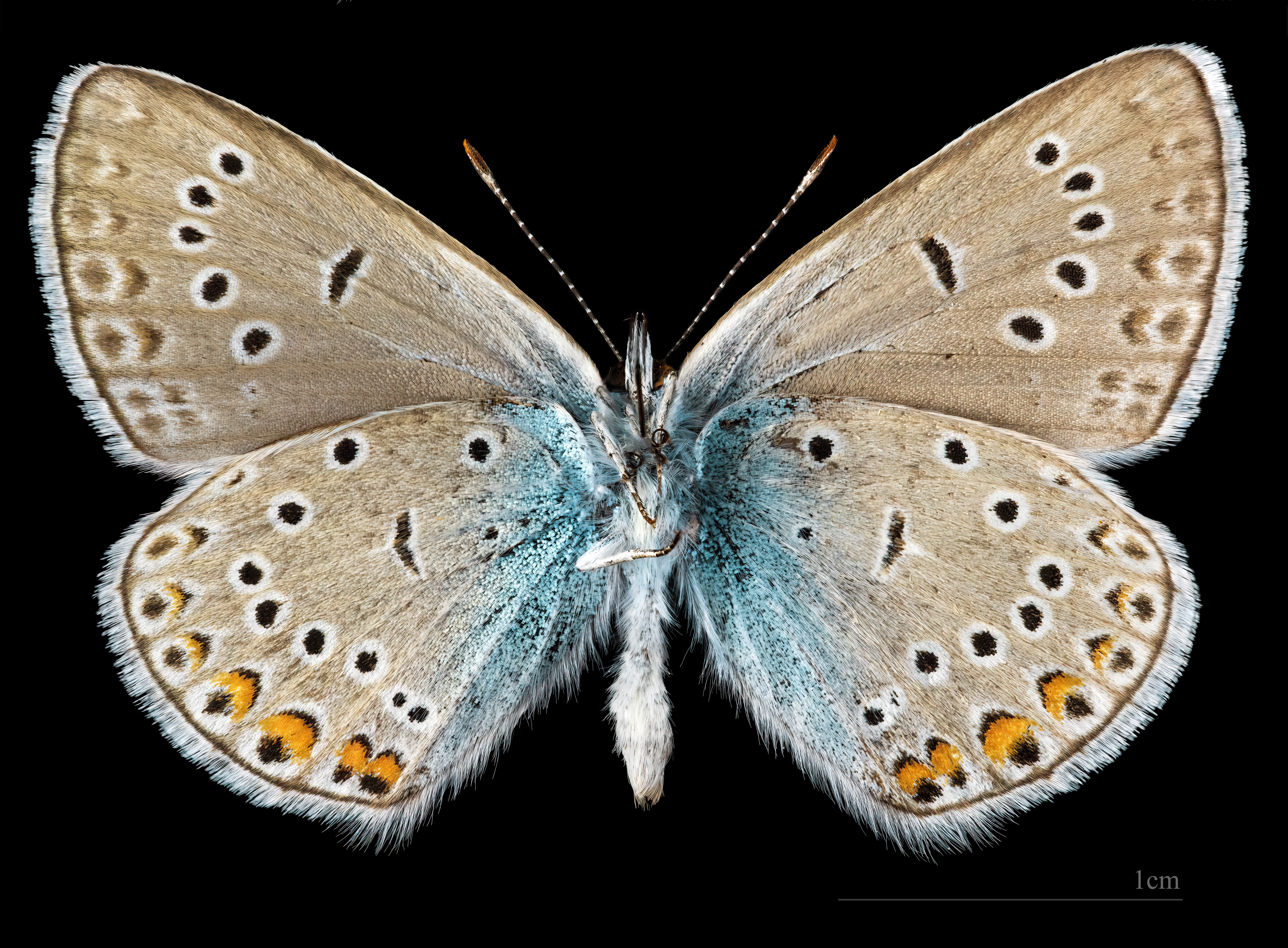
Polyommatus amandus ♂ △

### Ähnliche Arten
- Polyommatus escheri

### Unterarten
- Polyommatus amanda orientalis (Staudinger, 1901) ehem. Jugoslawien, Bulgarien, Aserbaidschan
- Polyommatus amanda gina (Higgins, 1958) Turkmenistan
- Polyommatus amanda amata (Grum-Grshimailo, 1890) Tadschikistan,  Kirgisistan
- Polyommatus amanda amurensis (Staudinger, 1892) Korea
- Polyommatus amanda abdelaziz (Blachier, 1908) Marokko (Atlas-Gebirge)[1]

### Synonyme
- Polyommatus amanda
- Plebicula amanda
- Plebicula amandus
- Lysandra icarius Esper, 1772[1]
- Lycaena amandus[2]

## Lebensraum
Zum Lebensraum des Vogelwicken-Bläulings gehören warme, grasige, oft feuchte Stellen mit häufigem Vorkommen der Futterpflanzen, oft auch in Verbindung mit Sträuchern oder lichtem Wald und geschützte Schluchten oberhalb der Waldgrenze.

## Lebensweise
Zu den Futterpflanzen der Raupen gehören Vicia-Arten (Vicia cracca, Vicia villosa, Vicia onobrychioides, Vicia tetrasperma, Vicia sipthorpii, Vicia cassubica). Die Raupen überwintern zwischen Falllaub an der Basis der Futterpflanzen. Im Frühjahr fressen die Raupen an jungen Blättern. Die Raupen leben symbiotisch mit verschiedenen Ameisenarten wie Tapinoma simrothi, Lasius alienus, Lasius niger, Myrmica specioides und Formica cinera.

### Flugzeit
Der Vogelwickenbläuling fliegt in einer Generation von Ende Mai bis Juli.

## Verbreitung
Die Art ist verbreitet in Nord- und Westspanien (Sierra Nevada, Montes Universales, Sierra de la Demanda, Kantabrisches Gebirge, Pyrenäen), Südfrankreich und Italien. Er fehlt dort jedoch meistens in den Küstenbereichen. Die Art kommt auch in der Zentralschweiz, Ostdeutschland, Süd-Fennoskandinavien, am Balkan, in Griechenland und im europäischen Teil der Türkei vor. Sie fehlt auf den Mittelmeerinseln außer in Nordost-Sizilien und auf Lesbos.